# JS Bordj Ménaïel
El JS Bordj Ménaïel es un equipo de fútbol de Argelia que juega en la Liga Regional de Argelia II, la quinta liga de fútbol en importancia en el país.

## Historia
Fue fundado en el año 1932 en la ciudad de Bordj Ménaïel y han jugado 13 temporadas en el Championnat National de Première Division, la liga más importante del país, donde su última temporada ha sido la de 1995/96 tras quedar último entre 16 equipos. Tuvo su mejor temporada en la de 1993/94, en la que fue subcampeón, solamente por debajo del US Chaouia por diferencia de goles.
Anteriormente en 1987 lograron su mejor resultado a nivel de copa, en donde perdieron en la final ante el USM El Harrach 0-1.
A nivel internacional han disputado un torneo continental, la Copa CAF 1995, en la que fueron eliminados en la segunda ronda ante el Étoile du Sahel de Túnez.

## Palmarés
- Championnat National de Première Division: 0
  - Subcampeón: 1

1995/96
- Copa de Argelia: 0
  - Finalista: 1

1987

## Participación en competiciones de la CAF
| Temporada | Torneo   | Ronda | Club            | Casa | Visita | Global  |
| --------- | -------- | ----- | --------------- | ---- | ------ | ------- |
| 1995      | Copa CAF | 1     | USFA            | 5-1  | 1-2    | 6-3     |
| 1995      | Copa CAF | 2     | Étoile du Sahel | 3-1  | 0-2    | 3-3 (a) |

## Jugadores destacados
| - Farouk Belkaïd - Abdelhak Benchikha - Lounés Bendahmane | - Bachir Boudjelid - Fawzi Chaouchi - Karim Doudène | - Noureddine Drioueche - Lounes Laouzai - Salah Mohamed Samadi |